# 佐藤正幸
佐藤 正幸（さとう まさゆき、1964年5月21日 - ）は、元FBC福井放送のアナウンサー。

## 人物
宮城出身。1988年福井放送へ入社（同期に井上ますみ）。1999年の第47回日本民間放送連盟賞でラジオワイド部門の優秀賞、2001年の第22回NNSアナウンス大賞でラジオ部門の大賞を受賞した。

## 現在の主な担当番組
- 現在はFBCラジオセンター専属であるため、アナウンサーの休暇や取材要員などによる人員不足時の補填でテレビ出演する場合がまれにあるが、原則的にテレビの出演は行わない。
- 洋楽でおはよう
- FBCラジオキャンパス
- FBCニュース (不定期）

## 過去の主な担当番組
- 佐藤正幸のどこでもラジオ
- こころのラジオ
- 午後はとことん よろず屋ラジオ（金曜）